# Gottlieb Bodmer

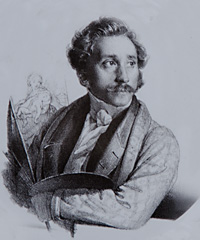
Gottlieb Bodmer (unbekannter Künstler)

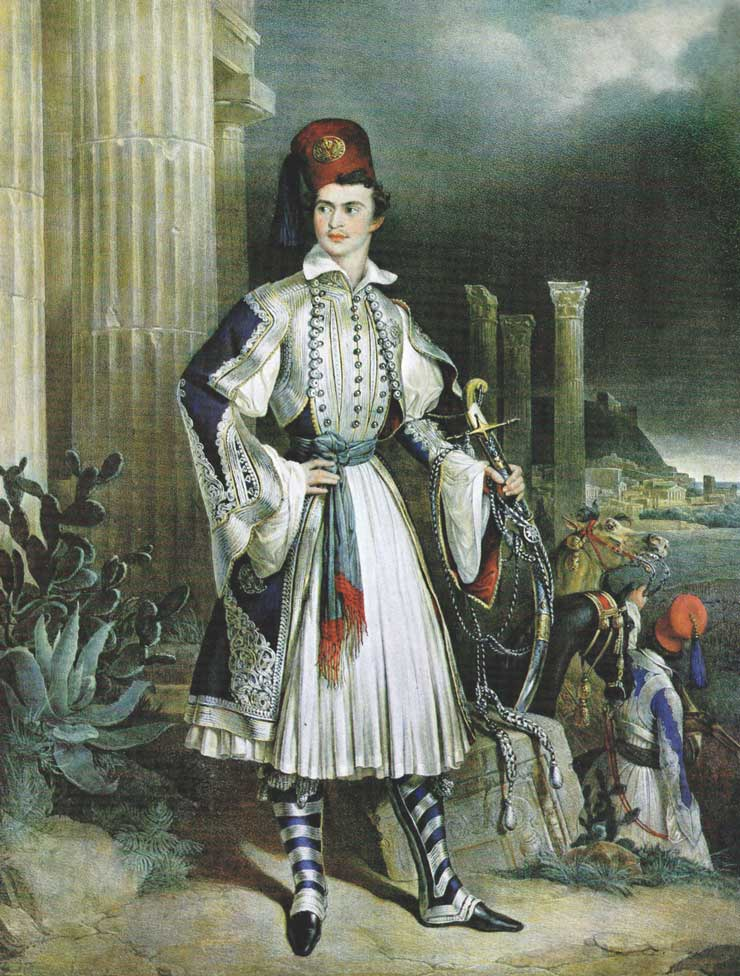
Otto von Griechenland

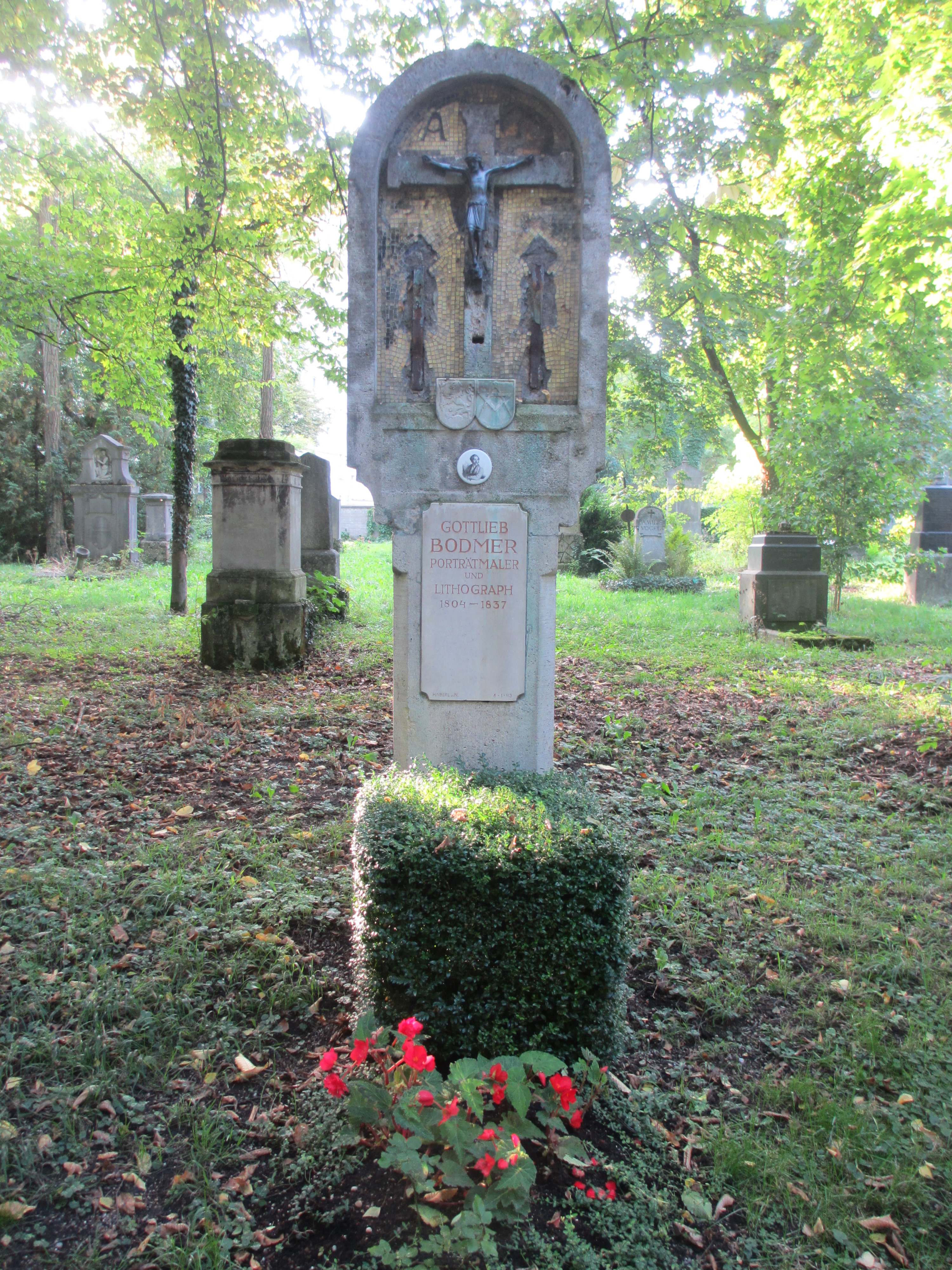
Grab von Gottlieb Bodmer auf dem Alten Südfriedhof in München

Gottlieb Bodmer (* 5. Mai 1804 in Hombrechtikon; † 18. Juli 1837 in München) war ein deutscher Porträtmaler und Lithograf.

## Leben
Geboren 1804 in Hombrechtikon und aufgewachsen in Feldkirchen bei München wurde er – erst sechzehnjährig – 1820 im Fach Historienmalerei in der Königlichen Akademie der Bildenden Künste immatrikuliert. Nachdem er unter Stieler mehrere Jahre Porträts malte, ging er 1829 unter Franz Xaver Winterhalters Anleitung zur Lithographie über, der er durch seine Behandlung eine bis dahin ungekannte Wendung gab. Bekannt wurde aus dieser Zeit vor allem seine Lithographie der Sixtinischen Madonna (1829).
Nach einem Aufenthalt in Paris 1831 bildete er sein technisches System noch weiter aus, das er mit Geschick und mit malerischem Sinn ausführte. Außer zahlreichen Kopien nach Kupferstichen widmete er sich besonders der Reproduktion der Gemälde der Münchner Schule jener Zeit. Weitere bedeutende Arbeiten dieser Art sind die seinerzeit weit verbreiteten von König Ottos Abschied nach Philipp Foltz, König Ludwig I. in seinem Familienkreise nach Dietrich Monten sowie Schweizer Grenadier nach Johann Baptist Kirner.
Als seine besten Leistungen gelten seine zahlreichen unmittelbar nach der Natur auf Stein gezeichneten Porträts. Aus seiner Arbeitsweise ging eine ganze lithographische Schule hervor, die den Ruf Münchens als „Lithographische Hauptstadt Deutschlands“ festigte.
Gottlieb Bodmer starb im Alter von 33 Jahren.

## Grabstätte
Die Grabstätte von Gottlieb Bodmer befindet sich auf dem Alten Südlichen Friedhof in München (Gräberfeld 6 – Reihe 1 – Platz 43) Standort.